# Blue Origin NS-21
Blue Origin NS-21 foi uma missão espacial suborbital que ocorreu em 4 de junho de 2022. Operada pela Blue Origin, usando o veículo New Shepard, foi o quinto voo tripulado da Blue Origin e o vigésimo primeiro no geral a chegar ao espaço.
O voo deveria ter ocorrido em 20 de maio de 2022, mas foi adiado devido a um sistema reserva não ter tido a performance esperada e uma nova data foi anunciada no dia 31 de maio de 2022.

## Visão geral
A tripulação de seis incluiu Evan Dick, que já voou a bordo do Blue Origin NS-19, tornando-o a primeira pessoa a voar em New Shepard duas vezes. Também a bordo esteve Katya Echazarreta, que se tornou a primeira mulher nascida no México e a mais jovem americana a voar para o espaço, e Victor Vescovo, um notável explorador submarino. Victor Correa Hespanha, foi o segundo brasileiro a viajar ao espaço – até então, apenas o astronauta profissional Marcos Pontes, que foi à Estação Espacial Internacional (ISS) em 2006, já tinha feito o mesmo.

## Equipe
A empresa publicou a lista dos tripulantes em 9 de maio de 2022.
| Posição | Passageiros            |
| ------- | ---------------------- |
| Turista | Evan Dick              |
| Turista | Katya Echazarreta      |
| Turista | Hamish Harding         |
| Turista | Victor Correa Hespanha |
| Turista | Jaison Robinson        |
| Turista | Victor Vescovo         |